# Sciurus alleni
Sciurus alleni (вивірка Аллена) — вид ссавців, гризунів родини вивіркових (Sciuridae). Вид названий на честь Джоеля Асафа Алена.

## Поширення
Мешкає в Мексиці (Коауїла, Нуево-Леон, Сан-Луїс-Потосі, Тамауліпас). Діапазон поширення за висотою: від 600 до 2550 м. Цей вид зустрічається в основному в дубових і дубово-соснових лісах. Гнізда можуть бути в природних дуплах дерев або побудовані з листя і паличок, розміщені на гілках дерев. Личинки і дорослі комахи бувають часто в раціоні; арахіс, кукурудза, овес, яблука, персики, манго, сливи, виноград, помідори і жаби доповнюють раціон. Цей вид іноді заходить на кукурудзяні поля і може значно зашкодити дозріванню зерна.

## Морфологія

### Морфометрія
Середні розміри самиць: голова і тіло довжиною 250.3 мм, хвіст довжиною 208 мм, маса 473 г, середні розміри самців: голова і тіло довжиною 267.1 мм, хвіст довжиною 169.6 мм, маса 446.7 г.

### Опис
Взимку хутро, на спині і з боків жовтувато-коричневе, дрібно посипане сірим і чорним, як правило, темнішим уздовж спини, і сірішим з боків. Верх голови схожий за кольором на спину і боки, але зазвичай трохи темніший. Навколо очей чіткі кільця блідо-оражевого кольору. З боків голова сиво-темно-сіра, часто просякнута жовтувато-коричневим. Вуха і клапті при їх основі буро-сірі. Передні ступні і зовнішні боки передніх ніг білувато-сірі, часто просякнуті жовтувато-коричневим. Задні ступні білувато-сірі, як правило, з плямою темно-жовто-коричневого на середині верхньої поверхні. Низ білий. Колір верху і низу зазвичай розділені вузькою блідо-сіруватою лінією. Основа хвоста такого ж кольору, як спина. Дорсально, хвіст чорний, з сивиною. Знизу, хвіст має широку середню область сиво-жовтувато-коричневого або жовтувато-сірого кольору, вузько облямовану чорним а потім білим. Влітку хутро темніше і більш жовтувато-коричневе, ніж у зимовий період у зв'язку з відсутністю більшої частини сірих чи білих кінчиків на волоссі. Хутро на спині м'яке й густе, хвіст пухнастий. Значні відмінності в анатомічних пропорціях між S. alleni з низовини і з гір не супроводжуються подібними відмінностями в кольорі. Зубна формула: i 1/1, c 0/0, p 1/1, m 3/3 = 20. Чотири пари молочних залоз розташовані таким чином: одна грудна, дві черевні, одна пахова. Ректальна температура в середньому 39,9 °C.

## Загрози та охорона
Цей вид знаходиться під загрозою через вирубку лісів і полювання (для їжі). Конкретних заходів щодо збереження для цього виду не проводиться. Цей вид поширений в Cumbres de Monterey National Park.